# 신준식 (태권도 선수)
신준식(申準植, 1980년 1월 13일~)은 대한민국의 전직 태권도 선수이다. 2000년 하계 올림픽에 참가하여 은메달을 획득했다.

## 수상

### 수훈
- 체육훈장 거상장(2019년 10월 15일)